# (30557) 2001 OD67
(30557) 2001 OD67 est un astéroïde de la ceinture principale d'astéroïdes découvert en 2001.

## Description
(30557) 2001 OD67 a été découvert le 26 juillet 2001 à l'observatoire Palomar, situé au nord de San Diego en Californie, par le programme Near Earth Asteroid Tracking (NEAT).

### Caractéristiques orbitales
L'orbite de cet astéroïde est caractérisée par un demi-grand axe de 2,58 ua, un périhélie de 2,02 ua, une excentricité de 0,22 et une inclinaison de 5,16° par rapport à l'écliptique. Du fait de ces caractéristiques, à savoir un demi-grand axe compris entre 2 et 3,2 ua et un périhélie supérieur à 1,666 ua, il est classé, selon la JPL Small-Body Database, comme objet de la ceinture principale d'astéroïdes.

### Caractéristiques physiques
(30557) 2001 OD67 a une magnitude absolue (H) de 15,4 et un albédo estimé à 0,312.